# Приходько Людмила Іванівна
Людмила Іванівна Приходько (19 червня 1945, м. Канів, УРСР, СРСР – 1 серпня 2024) — радянська і українська театральна актриса. Заслужена артистка УРСР (1988). Народна артистка України (1993). Член правління СТДУ.

## Життєпис
Народилася 19 червня 1945 року в місті Каневі Черкаської області.
Закінчила Київський інститут театрального мистецтва (1967, нині університет театру, кіно і телебачення).
Працювала в обласних музично-драматичних театрах у містах Полтаві (1967—1970), Івано-Франківську, Тернополі (1970—1976, нині академічний драматичний театр); від 1976 — у Волинському обласному музично-драматичному театрі (м. Луцьк). Вела програму «Поезії на радіо».
У Канівській школі-гімназії, яку закінчила актриса, заснувала іменну стипендію Л. Приходько.
Про смерть артистки 1 серпня 2024 року повідомили у Волинському академічному українському облмуздрамтеатр ім. Тараса Шевченка.

## Ролі в театрі
Зіграла понад 150 ролей.
- Мавка («Лісова пісня» Лесі Українки),
- Анна («Земля» за О. Кобилянською),
- Валя («Іркутська історія» О. Арбузова),
- Оленка («Голубі олені» Олекси Коломійця),
- Юля (водевіль «Вірус кохання» Ю. Бобошка і В. Данилевича),
- Маруся («Роман Міжгір'я» П. Т. Ластівки за І. Ле),
- Женя («Ціною любові» Корнієнка),
- Дуся («Я завжди усміхаюсь» Я. Сегеля),
- Бібі («Чортове плем'я» Т. Мухтарова) та інші.

## Фільмографія
- 1967 — «Бур'ян» — епізод
- 1974 — «Прощавайте, фараони!» — Ульяна
- 1982 — «Знайди свій дім» — епізод
- 1989 — «То чоловік, то жінка» — епізод
- 1991 — «Геній» — епізод

## Нагороди
- 2017 — Берегиня України[4]
- 2023 — Всеукраїнська літературно-мистецька премія «Київська книга року»[5][6].